# Folketingets Presseloge
Folketingets Presseloge er en sammenslutning af journalister, hvis hovedbeskæftigelse er at dække arbejdet i Folketinget. Presselogen, der tæller op til 200 medlemmer, blev stiftet i 1918. I folketingsåret 2010/2011 tæller logen 157 journalister, der alle nyder privilegeret adgang til Folketinget samt 19 journalister fra partiernes pressetjenester.
For at blive medlem af presselogen skal man godkendes af Folketingets Præsidium.
Presselogen ledes af en bestyrelse, der pr. november 2021 består af:
- Formand Jens Holt, journalist, Ritzaus Bureau
- Næstformand James Miles, journalist, Ekstra Bladet
- Kasserer Michael Stuhr, journalist, TV 2
- Bestyrelsesmedlem Christine Cordsen, politisk korrespondent, DR Nyheder
- Bestyrelsesmedlem Morten Munkholm, journalist, Børsen
- Bestyrelsesmedlem Cathrine Bloch, journalist, Berlingske
- Suppleant Sine Vestergaard, journalist, Børsen